# Ptiloglossa pallida
Ptiloglossa pallida är en biart som beskrevs av Heinrich Friese 1925. Ptiloglossa pallida ingår i släktet Ptiloglossa och familjen korttungebin. Inga underarter finns listade i Catalogue of Life.